# Норт Вейт
Норт Вейт (North Vate) подводен вулкан в близост до остров Нгуна, (Република Вануату), Тихи океан с координати 17°27′00″ ю. ш. 168°20′00″ и. д. / 17.45° ю. ш. 168.333333° и. д..
Най-високата точка на Норт Вейт е върхът Елев – 594 m.